# Hymn Wysp Marshalla
Forever Marshall Islands – hymn państwowy Wysp Marshalla.
Autorem słów i muzyki był pierwszy prezydent państwa, Amata Kabua.

## Tekst w języku marszalskim
Aelon eo ao ion lometo;
Einwot wut ko loti ion dren elae;
Kin meram in Mekar jen ijoilan;
Erreo an romak ioir kin meramin mour;
Iltan pein Anij eweleosim woj;
Kejolit kij kin ijin jikir emol;
Ijjamin Ilok jen in aolemo ran;
Anij an ro jemem wonakke im kej rammon Aelin kein am.

## Tekst w języku angielskim
My island (heart) lies o'er the ocean;
Like a wreath of flowers upon the sea;
With a (the) light of Maker from far above;
Shining the with the brilliance of rays of life;
Our Father's wondrous creation;
Bequeathed to us, our Motherland;
I'll never leave my dear home sweet home;
God of our forefathers protect and bless forever Marshall Islands.
Uwaga: Słowa podane w nawiasach mogą zastępować poprzedzające je słowa.

## Tekst w języku polskim
Moja ojczyzna (serce) leżą na oceanie;
Niczym wieniec kwiatów na morzu;
Wraz ze światłem Stwórcy z nieboskłonu;
Błyszcząca życiodajnymi promieniami;
Cudowne dzieło naszego Ojca;
Przekazane w darze, nasza ojczyzna;
Nigdy nie opuszczę mego słodkiego domu;
Bóg naszych przodków chroni i błogosławi Wyspy Marshalla.
Uwaga: Słowo podane w nawiasie może zastępować poprzedzające je słowo.